# The Bond of Music
The Bond of Music (o The Bond of Music; or, The Old Musician) è un cortometraggio muto del 1912 diretto e interpretato da Charles Kent.

## Produzione
Il film fu prodotto dalla Vitagraph Company of America.

## Distribuzione
Distribuito dalla General Film Company, il film - un cortometraggio in una bobina - uscì nelle sale cinematografiche statunitensi il 31 agosto 1912.